# Madeira-szigetek
A Madeira-szigetek Portugáliához tartozó két nagyobb és számos kisebb szigetből, illetve szirtből álló szigetcsoport az Atlanti-óceánban, Marokkótól mintegy 600 km-rel nyugatra, a Kanári-szigetektől északra, az Azori-szigetektől kelet-délkeletre, nagyjából az északi szélesség 32–33°, illetve a nyugati hosszúság 16–17° között. Ennek megfelelően a szigeteken az időmérők egy órával kevesebbet mutatnak, mint Közép-Európában.

## Földtani felépítés, földtörténet

A Madeira-szigetek domborzati térképe

A szigetek az óceáni kérget áttörő forró pont vulkanizmus termékei; fő tömegük bazalt (láva és tufa).
A földrajzi értelemben vett Madeira-szigetek helyén a vulkáni működés mintegy 100 millió éve, tenger alatti kitörésekkel kezdődött; a szigetek körülbelül 5,2 millió éve emelkedtek a tenger színe fölé. A vulkáni működést két, egymástól egy rövidebb nyugalmi időszakkal elválasztott szakaszra bontják:
- Az első, alapvetően explozív vulkáni szakaszban alakult ki Madeira jelenlegi vízválasztó hegyláncának középső része. A szakasz végén egy kis, keskeny, hosszúkás sziget emelkedett az óceán (a mostaninál magasabb) szintje fölé. Porto Santo vulkánja már Madeira előtt a felszínre bukkant; ezen a szigeten a vulkáni működés 7 millió éve (a földtörténet miocén időszakában) be is fejeződött. A Kopár-szigetek tűzhányói az első vulkáni szakasz végén még mélyen a víz alatt rejtőztek.
- A nyugalmi időszakban a kis sziget körül (és Porto Santón) korallzátonyok nőttek ki. Az ilyen környezetben szokásos, gazdag tengeri fauna maradványai Madeira északi partvidékén, a Ribeira de São Vicente jobb oldali mellékvölgyeivel São Vicente Lameiros nevű városrészében feltárt mészkőpadból kerültek elő.
- A vulkánosság második szakasza alapvetően effuzív jellegű volt. Madeira nyugati részén ez alakította ki a Paúl da Serra fennsíkot, az eredeti szigettől keletre pedig:
  - a Poiso-hágó és Santo da Serra közötti kis fennsíkot,
  - a Szent Lőrinc-félszigetet, és annak folytatásában
  - a Kopár-szigeteket.

Eközben az első szakasz vulkáni-üledékes kőzeteit a törésvonalak, illetve réteglapok mentén kis intrúziók törték át. A kőzettelérek, azaz a szillek és kürtőkitöltések bonyolult rendszere jól tanulmányozható a vízválasztó közelében és a partvonal egyes, jól feltárt részein.
Az utolsó kitörés nagyjából 25 ezer éve volt. Se a tulajdonképpeni Madeira-, se a Selvagens-szigeteken soha, semmiféle, a vulkánossággal kapcsolatba hozható, aktív természeti folyamatot (utóvulkáni működést stb.) nem észleltek. Az egykori felszínformákat az erózió jelentősen átalakította; viszonylag jó állapotban csak két, kisebb kráter maradt meg:
- Santo da Serra, illetve
- Fanal

közelében.

## Földrajz
A két lakott sziget közül a névadó Madeira lényegesen nagyobb, mint Porto Santo. Mindkét sziget körül számos kisebb szirt emelkedik a hullámok fölé. A kisebb szigetek közül a legjelentősebb a Madeirától keletre, észak-déli irányban húzódó Kopár-szigetek (Ilhas Desertas) sora.
Közigazgatásilag a Madeira-, de földrajzilag a Kanári-szigetekhez tartozik a Selvagens-szigetek úgyszintén lakatlan, kopár szirtekből álló csoportja (a Kanári-szigetektől egy kevéssel északra). A Selvagens-szigetcsoport a tengeri madárvilág rezervátuma.

## Állat- és növényvilág
Az északi flórabirodalomban (Holarktisz) az Atlanti-óceán északi medencéjének szigetcsoportjait, tehát a Madeira-, az Azori- és a Kanári-szigeteket Makaronézia néven összevonva különböztetik meg a birodalom többi flóraterületétől.
A Kopár-szigetek (mint nevük is mutatja), valamint (a sárkányfaerdő kipusztítása óta) Porto Santo vegetációja kimondottan gyér, Madeiráé viszont annál gazdagabb. Az eredeti növényzetet a sziget déli oldalának legnagyobb részén felégették, hogy helyet csináljanak az ültetvényeknek – a kiirtott erdőségek helyén öt világrész fás- és lágyszárú növényei nőnek rendkívül sajátos társulásokban. A megmaradt babérlombú erdőket az UNESCO felvette a világörökség listájára. Több, betelepített, máshol ritkaságnak számító növényfaj gyomként szaporodott el. A növényfajok változatosságával éles ellentétben, néhány apró rágcsálótól eltekintve gyakorlatilag nincsenek vadon élő, négylábú emlősök – jórészt ezért maradhatott meg az eredeti növényzet. Madarak, gyíkok, rovarok vannak, meg halak a tengerben. Gyakorlatilag szúnyog sincs.
Az ültetvényeken főleg banánt és cukornádat, valamint (600 méter tengerszint feletti magasság alatt) szőlőt termesztenek (utóbbi egy híres helyi likőrbor, a Madeira alapanyaga).

## Közigazgatás, közlekedés
A szigetcsoport Portugália autonóm régiója (Região Autónoma da Madeira). Madeira szigetének fővárosa Funchal, Porto Santóé Porto Santo-város, más néven Vila Baleira. A szigetcsoportot tizenegy járásra osztják. Ezek közül tíz Madeirán van, a tizenegyedik Porto Santo.
Mindkét lakott szigeten van nemzetközi repülőtér: Madeirán Santa Cruztól kissé északra a Szent Katalin repülőtér (a nemzetközi légiforgalomban Funchal repülőtér néven szerepel Cristiano Ronaldo nemzetközi repülőtér) , Porto Santón Vila Baleirától kissé nyugatra a Porto Santó-i repülőtér.

## Történelem
Plinius említ bizonyos Lila szigeteket a Kanári-szigetekkel egy irányban – ezek akár a Madeira-szigetek is lehettek. Plutarkhosz (i. sz. 75) azt írja, hogy Quintus Sertorius hadvezér Cádizban találkozott „olyan tengerészekkel, kik az atlanti szigetről, szám szerint kettőről érkeztek, melyeket csak egy keskeny tengerszoros választ el és Afrika partjaitól 10 000 sztadion távolságra fekszenek. A Megáldott szigeteknek hívták őket”. Ez a két sziget valószínűleg Madeira és Porto Santo volt.
Az 1351-ben megjelent firenzei Medici-világtérkép Madeirát szinte pontosan, Isola di Legname néven tünteti fel. Ugyanezt („Fa-sziget”) jelenti a sziget portugál neve is.
A híresztelések ellenőrzésére Tengerész Henrik 1418-ban indította az első expedíciót, amit João Gonçalves Zarco vezetett. 1419-ben érték el és vették birtokba Porto Santót. Erről a szigetről szabad szemmel is jól látszik Madeira, ám ott csak a következő, 1419-ben indított expedíció hajói kötöttek ki (1420-ban). Tengerész Henrik felosztotta az újonnan portugál birtokba vett szigeteket a felfedező utakon részt vett lovagjai között: Porto Santo kormányzója Bartolomeu Perestrelo lett, Madeira egyik felét João Gonçalves Zarco, a másikat pedig Tristão Vaz Teixeira kapta. A portugálok Madeirán az első időszakban főleg cukornádat és szőlőt termesztettek.
1580–1640 között, a perszonálunió idején a szigetek is spanyol fennhatóság alá kerültek. A partvidék településeit rendszeresen feldúlták a spanyol birtokokat fosztogató angol (és francia) kalózok.
Az 1703-as Methuen-szerződés eredményeként kialakult stratégiai partnerség eredményeként számos angol települt át a szigetekre, és több, jelentős gazdasági ág (például a bortermelés) teljesen az ő kezükbe került.
Válaszul arra, hogy Napóleon elfoglalta Portugáliát, a britek megszállták az ország Atlanti-óceáni külbirtokait, így 1807–1814 között a Madeira-szigeteket is. A háború után a kétezer megszálló katona közül sokan a szigeteken telepedtek le.
1826-ban, Irgalmas János portugál és brazil király halála után Bitorló Mihálynak sikerült átmenetileg elűznie a trónról Dicsőséges Máriát, José Travassos Valdez kormányzó irányítása alatt a szigetek a királynő hűségén maradtak amíg I. Mihály expedíciós csapatai meg nem törték ellenállásukat. Valdez a Brit Királyi Haditengerészet oltalmában 1828 szeptemberében Angliába menekült.
Az első világháborúban Portugália nem volt aktív hadviselő fél, de az angolok ösztönzésére a portugál kormány 1916-ban lefoglalt minden német tulajdont az országban. Erre válaszul egy német tengeralattjáró Funchal kikötőjében elsüllyesztett egy francia hadihajót.
1974-ben, a szegfűk forradalma után a szigetlakók mind erősebben követeltek bizonyos önrendelkezést. Az első, 1975-ös választáson a szigetcsoport teljes függetlenségét követelő FLAMA mozgalom (Frente de Libertação do Arquipélago da Madeira, Madeira-szigetek Felszabadítási Frontja), amely terrorista akcióktól sem riadt vissza, alulmaradt, és a szigetek 1976-ban autonóm státust kaptak; ennek örömére több településen „Autonómia” névre kereszteltek egy sor közterületet.
A szigetcsoport önkormányzatát köztársasági biztos ellenőrzi, belügyeiket azonban önállóan intézik.

## Gazdaság
A középkorban a szigetcsoport tagjai közül csak Madeirának volt gazdasági jelentősége: a sziget déli oldalának kiterjedt ültetvényein cukornádat és banánt termesztettek. Előbbi feldolgozására a sziget fővárosában némi cukor- és szeszipar is kialakult. Az ugyancsak betelepített szőlőből avinálással és utóérleléssel készíthető, különleges madeirai likőrbort angol telepesek fejlesztették ki a 18. században; épp így a brit betelepülők alakították ki a szigetek két különleges kézműipari ágát: a vesszőfonást és a hímzést, mint ahogy brit telepesek futtatták fel a gazdaság jelenlegi fő ágazatát, az idegenforgalmat is. A halászat főleg a helyi igényeket elégíti ki.